# ストックホルム総合芸術及び産業博覧会
ストックホルム総合芸術及び産業博覧会（ストックホルムそうごうげいじゅつおよびさんぎょうはくらんかい、スウェーデン語: Allmänna konst- och industriutställningen）、通称、ストックホルム博覧会 (Stockholmsutställningen) は、1897年にスウェーデンのストックホルムで開催された国際博覧会。

## 背景
1893年12月、スウェーデンの主要な協会が、国王に対して、博覧会を主催したいという請願をおこなった。国王の認可を得て、委員会が組織され、政府も正式に承認して1897年に芸術と産業の博覧会が開催される運びとなった。これは、国王オスカル2世の在位25周年を記念する行事であった。建設工事は1895年に着工され、博覧会の開会は1897年5月15日にオスカル2世の手でおこなわれた。3,722に及ぶ出展者は、スウェーデンのほか、フィンランド、ノルウェー、デンマーク、ロシアからの者に限られており、カナダとドイツは何度も出展を希望したにもかかわらず参加できなかった。
博覧会の会場は、ユールゴーデンの島に設けられ、島の西側の建築物の多くが、この博覧会に由来するものとなっている。その中には、島へ渡るおもな橋であるユールゴーデン橋、現在ではスカンセン野外博物館・動物園の一部となっているケーブルカー（フニクラー）、北方博物館などがある。博覧会で最も特徴的な建物のひとつであった、16,820 m² に及ぶ木造の展示ホールは、建築家フェルディナンド・ボベルグが設計したもので、高さ100mのキューポラと4本のミナレットが設けられていたが、他の多くの永続的ではない建材で建てられていたパビリオンとともに、博覧会の後に解体された。
博覧会のテーマのひとつは、映画や写真など、当時の新しいメディア技術であった。開会式の模様は録音され、オスカル2世の開会の辞も記録された。これらの録音は保存され、今ではインターネット上に公開されている。

## その後
1897年10月3日に博覧会が閉会した後、巨大な産業展示ホールは解体されたが、北方博物館はそのまま使用され、今もストックホルムに現存している。元々の場所にそのまま残されている施設としては、現在ではレストランになっているレインホルド・ベイカリー (Reinhold Bakery)、現在では個人宅となっている王立狩猟クラブのパビリオン、ダイアモンド・ロック・ドリル社 (Diamond Rock Drill Co.) のパビリオンがある。スカンセンに移設されたパビリオンも、ブラグハレン (Braghallen)、フレストルプ (Fröstorp)、ヴィラ・ルストゥスポルテン (Villa Lusthusporten) などいくつもある。